# Кескозеро
Ке́скозеро (карел. Keskoijärvi) — деревня в составе Коткозерского сельского поселения Олонецкого национального района Республики Карелия.

## Общие сведения
Расположена на северо-восточном берегу озера Кескозеро вблизи автотрассы «Кола».

## Население
| 2002 | 2009 | 2010 | 2013 |
| ---- | ---- | ---- | ---- |
| 9    | ↗11  | ↘8   | ↘6   |